# 民間反對國民教育科大聯盟
民間反對國民教育科大聯盟是一個香港的壓力團體，於2012年7月成立，目的為反對香港特別行政區政府2012年9月推行獨立成科的德育及國民教育科，由學民思潮、國民教育家長關注組及教協領導。

## 成立目的
和學民思潮及國民教育家長關注組成立一樣，大聯盟的成立目的就是反對香港政府推行德育及國民教育科，並要求政府立即撤回。

## 成立原因
因為德育及國民教育科著重情感灌輸，要求培育學生對中國的「自豪感」，加上此科內容疑似中國模式國情專題教學手冊，內容偏頗，趨向正面，並且避開中華人民共和國1949年建國以來爭議性的事件（如1989年六四事件、2012年陳光誠訪美事件和李旺陽被自殺事件等時事），反而多是描述中華人民共和國及中國共產黨幾十年來的經濟成就，所以此科被廣泛質疑為洗腦。
為了集合學生、老師和家長的力量，學生組織──學民思潮、教師組織──教協及家長組織──國民教育家長關注組，組成此大聯盟。

## 口號
- 「全民行動，free our minds」

## 社會活動
- 全民行動，反對洗腦，7月29日，萬人大遊行（2012年7月29日，主辦）
- 「守護孩子，自由長征」23公里長征反對洗腦國民教育（2012年8月26日-8月28日，主辦）
- 「埋單計數，撤回課程，佔領政總」（2012年8月30日-9月9日，協辦）
- 「良心話事，守護孩子」公民教育開學禮大集會（2012年9月1日，主辦）
- 「鐵屋吶喊，撤回課程」大集會（2012年9月3日至9月4日，主辦，大會呼籲通宵留守）
- 「全民覺醒，栽種未來」集思會（2012年10月17日，主辦）[3]

## 成員
- 領導組織
  - 學生組織：學民思潮、香港專上學生聯會（學聯）
  - 家長組織：國民教育家長關注組
  - 教師組織：香港教育專業人員協會（教協）
- 其他團體：公民教育聯席、兒童關愛網絡、香港基督徒學會、香港天主教正義和平委員會、眾樂教會、合一青年牧養平台、關注學童發展權利聯席、華人民主書院、支聯會青年組、鍵盤戰線、民間人權陣線、社工反洗腦教育行動、香港社會工作者總工會、基督徒關懷香港學會、香港政策透視、融樂會、關注特殊教育家長權益大聯盟、大專行動、基督教城市使命教會[4]